# PMD-Sensor
Ein Photomischdetektor, auch PMD-Sensor genannt Photonic Mixing Device, ist ein optischer Sensor, dessen Funktionsprinzip auf dem Lichtlaufzeitverfahren (engl.: Time of Flight) beruht und oft als Synonym für alle TOF-Sensoren verwendet wird. Ein PMD-Sensor dient oft als Bildsensor in TOF-Kameras.

## Geschichte
Das Forscherteam des 1996 von Rudolf Schwarte konzipierten PMD-Chips wurde im Jahre 2002 für den Deutschen Zukunftspreis nominiert. Bereits im Jahre 2000 war eine PMD-3D-Kamera der Firma S-Tec, heute Pmdtechnologies, verfügbar. In den Jahren 2008 bis 2012 war der humanoide Roboter Justin des Instituts für Robotik und Mechatronik (DLR) mit PMD-Sensoren ausgestattet.

## Funktionsprinzip
Die Messobjekte werden von Lichtimpulsen angeleuchtet und die Signallaufzeit gemessen. Aufgrund der Laufzeit kann die Entfernung zwischen Kamera und Objekt errechnet werden. Dieses Halbleiter-Bauelement ermöglicht es, Entfernungen direkt festzustellen. Das resultierende Entfernungsbild kann anschließend auf verschiedene Weisen dargestellt werden (z. B. Farben als Distanzen). Zusätzlich zu der Entfernung kann ein Grauwertbild aus der Intensität des reflektierten Lichts berechnet werden.
Das von einem Sender ausgesendete modulierte Lichtsignal, z. B. unsichtbares Infrarotlicht, beleuchtet die zu vermessende Szene. Das von der Szene reflektierte Licht trifft auf den PMD-Sensor. Dieser ist ebenfalls an die Modulationsquelle gekoppelt. So werden die in Elektronen gewandelten Photonen in Abhängigkeit vom Referenzsignal noch im lichtempfindlichen Halbleiterbereich pixelweise mit Hilfe der so genannten Ladungsträgerschaukel entfernungsselektiv getrennt.
Durch diesen einfachen Vergleichsprozess zwischen dem optischen Mess- und dem elektronischen Referenzsignal stellt das resultierende Ausgangssignal des Sensors bereits einen direkten Bezug zur 3D-Information dar. Ein besonderer Vorteil des PMD-Systems liegt darin, dass eine effiziente Unterdrückung von Fremdlicht (z. B. Sonneneinstrahlung) erreicht wird. Das aktive Sendersignal wird dabei aus dem Umgebungslicht herausgefiltert und ermöglicht dadurch den Einsatz auch unter schwierigen Umgebungsbedingungen.

Beispiele für PMD-Kameras
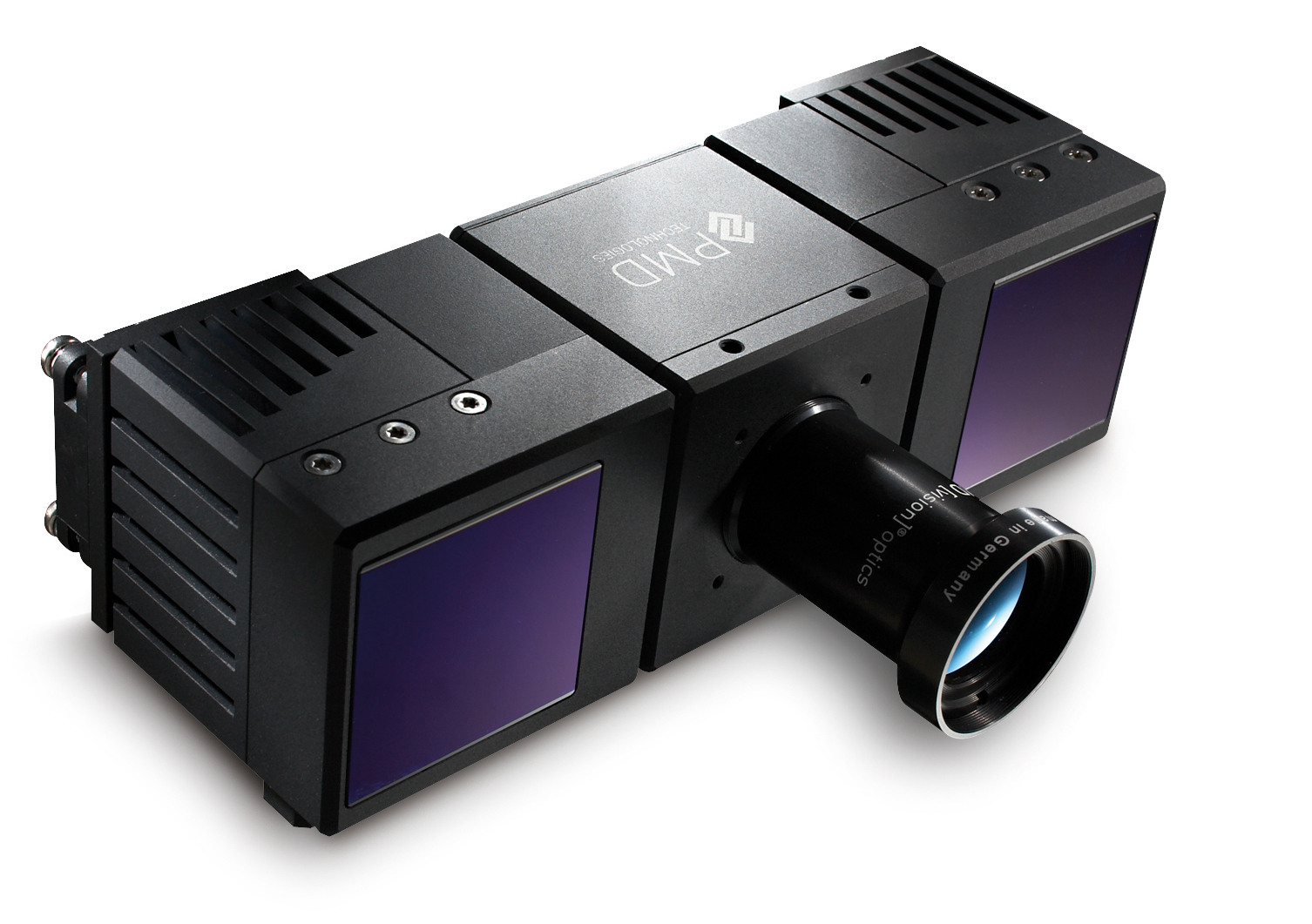
„PMDs CamCube mit 204 × 204 Pixel und SBI“
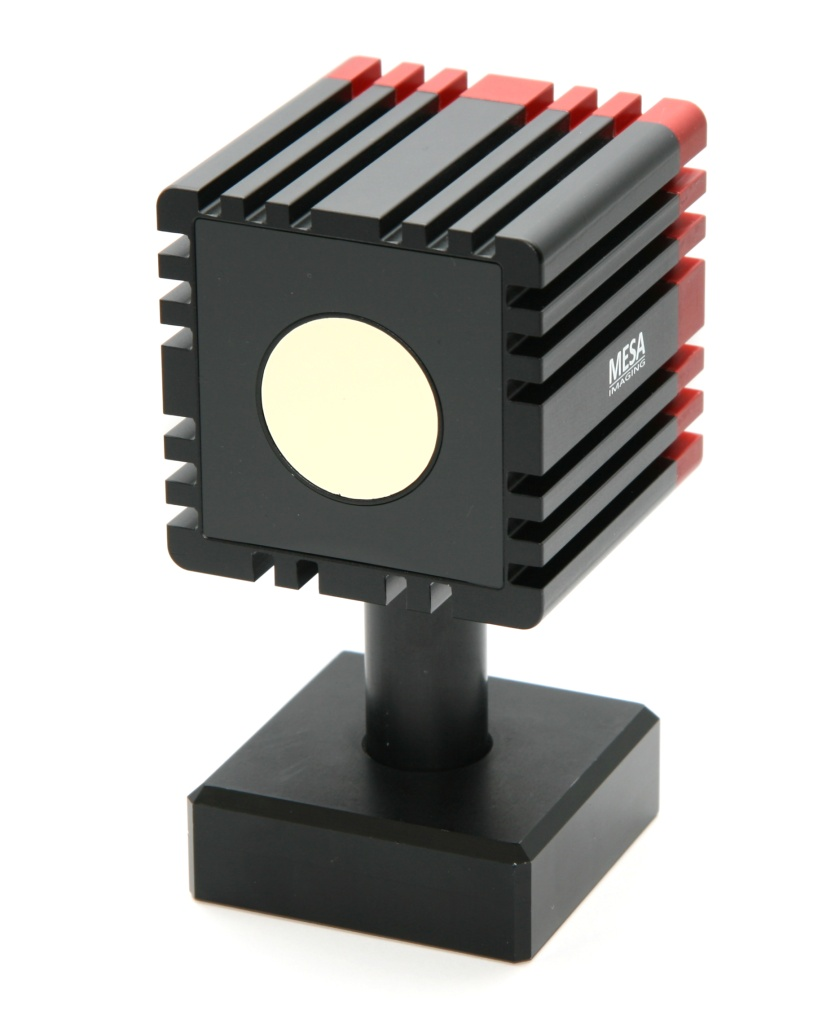
„SwissRanger 4000 von MESA Imaging mit 176 × 144 Pixel“
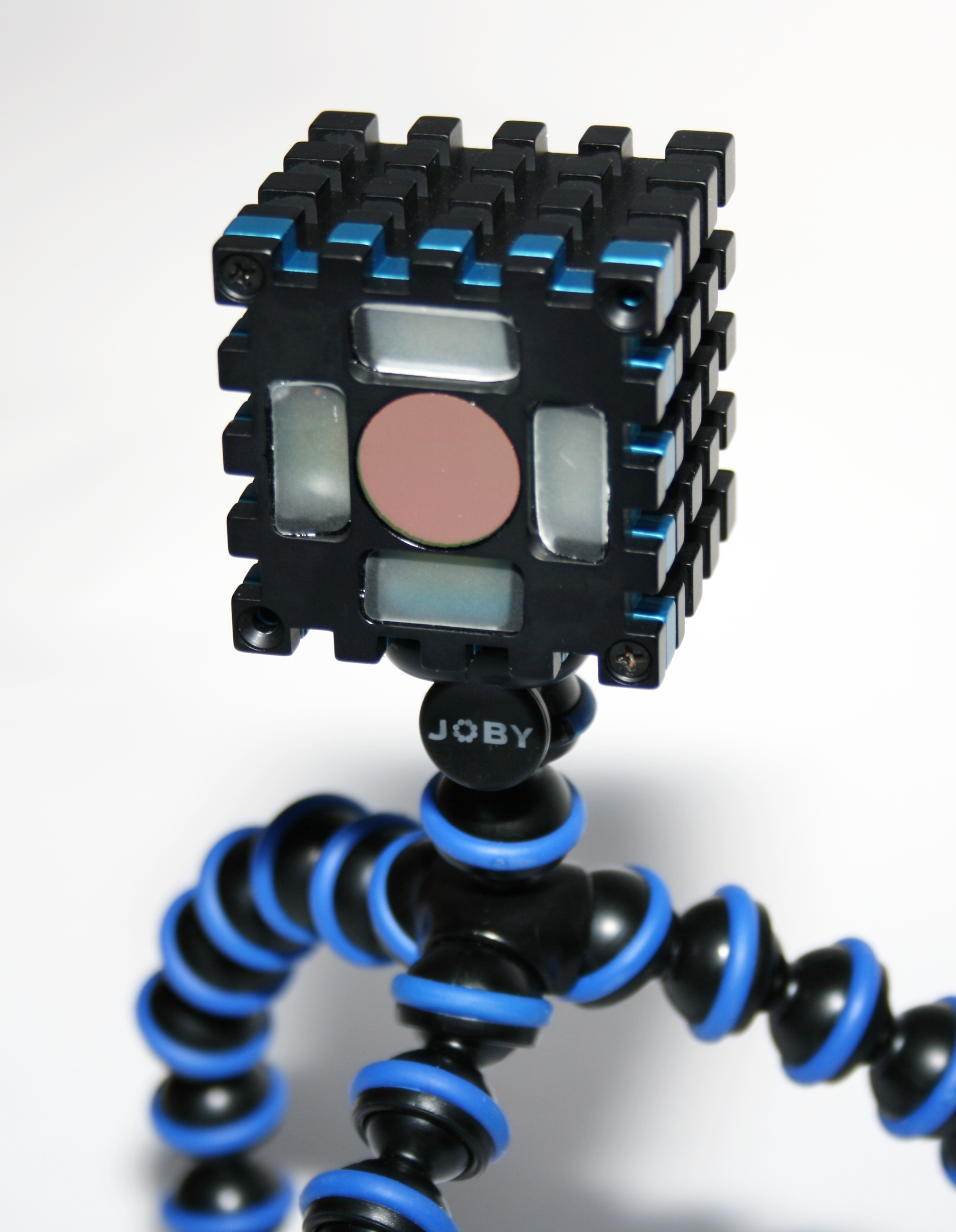
„TOF-Kamera aus dem europäischen ARTTS-Projekt“

## Mehrdeutigkeiten
Ein Nachteil von PMD-Sensoren ist wie bei allen anderen Entfernungsmessverfahren, die das Phasendifferenzverfahren benutzen, dass eine eindeutige Entfernungsbestimmung nicht immer möglich ist. Da die Entfernung indirekt durch die Phasenverschiebung zwischen ausgesendetem und empfangenem Signal ermittelt wird, kann es zu Mehrdeutigkeiten kommen, d. h., es könnte sich bei der gemessenen Entfernung auch um die gemessene Entfernung zuzüglich einem Vielfachen der Wellenlänge handeln.
Eine mögliche Lösung dieses Mehrdeutigkeitsproblems ist die Verwendung mehrerer Wellenlängen oder bestimmter Codewörter, die einen Eindeutigkeitsbereich bis weit über 500 m ermöglichen.

## Fremdlichtunterdrückung
PMD-Sensoren haben neben den oben beschriebenen Eigenschaften die Fähigkeit, aktiv Fremdlicht zu unterdrücken. Durch die Korrelationseigenschaft des Sensors können nicht korrelierte Anteile des eingestrahlten Lichts direkt im Pixel über eine spezielle Schaltung, die sogenannte SBI (Suppression of Background Illumination), vom korrelierten Anteil des Lichts abgezogen werden. Die Dynamik des Pixels steht dann vollständig dem aktiven Licht zur Verfügung. Der PMD-Sensor kann mit der SBI-Schaltung bei voller Sonneneinstrahlung von 150 klx betrieben werden.